# Andrew Schacht
Pour les articles homonymes, voir Schacht.
Andrew Schacht, né le 22 mai 1973 à Adélaïde, est un joueur australien de beach-volley. 
Il est médaillé de bronze aux Championnats du monde de beach-volley en 2007 avec Joshua Slack.